# Sigurd Rosted
Sigurd Rosted, född 22 juli 1994, är en norsk fotbollsspelare som spelar för danska Brøndby.

## Klubbkarriär
Rosted började spela fotboll i Hasle-Løren. 2012 gick han till Kjelsås. Rosted debuterade i 2. divisjon den 20 april 2012 i en 3–1-vinst över Molde 2. Totalt spelade han 71 matcher och gjorde nio mål i 2. divisjon samt fyra matcher i Norska mästerskapet under sin tid i Kjelsås.
I januari 2015 värvades Rosted av Sarpsborg 08. Rosted debuterade i Tippeligaen den 27 september 2015 i en 1–1-match mot Odd, där han blev inbytt i den 80:e minuten mot Simen Brenne.
I januari 2018 värvades Rosted av belgiska Gent, där han skrev på ett 3,5-årskontrakt. Rosted debuterade i Jupiler League den 24 januari 2018 i en 1–1-match mot Antwerp, där han blev inbytt i halvlek mot Nana Akwasi Asare.

## Landslagskarriär
Rosted debuterade för Norges U21-landslag den 6 juni 2016 i en 2–0-vinst över Bulgarien, där han blev inbytt i den 59:e minuten mot Bjørn Inge Utvik. Han spelade totalt två matcher för U21-landslaget, den andra var den 11 november 2016 i en 2–0-förlust mot Serbien, där han spelade från start.
I juni 2017 blev Rosted för första gången uttagen i Norges A-landslag som ersättare till skadade Tore Reginiussen inför landskampen mot Sverige den 13 juni. Han fick dock ingen speltid i matchen. Den 26 mars 2018 debuterade Rosted i A-landslaget i en 1–0-vinst över Albanien, där han blev inbytt i den 63:e minuten mot Håvard Nordtveit och i den 70:e minuten gjorde matchens enda mål.